# Catharina Wennbom
Catharina Wennbom, född Åkerblad 6 april 1802 i Stockholm, död 13 juli 1873 på samma ort, var en svensk skådespelare.

## Biografi
Catharina Wennbom blev elev vid Kungliga Teaterns balett den 1 oktober 1816 och vid dess dramatiska scen den 1 januari 1818, och blev 1821 anställd vid Dramaten. Hon var under sin mer än 50-åriga teaterbana en av Dramatens mest användbara skådespelerskor, och bland hennes många roller märks markisinnan i Regementets dotter, fru Bruun i En familj av Charlotte Birch-Pfeiffer samt Colomba i Victorien Sardous En papperslapp. Hon arbetade vid Dramaten till sin död i drunkning, vid Sjöstugan nära Experimentalfältet utanför Stockholm den 13 juli 1873. 
Catharina Wennbom blev den 29 augusti 1826 gift med skådespelaren och kormästaren Pehr Adolf Wennbom.

## Teater

### Roller (ej komplett)
| År   | Roll               | Produktion                                                | Teater                      |
| ---- | ------------------ | --------------------------------------------------------- | --------------------------- |
| 1863 | Fru Dufouré        | Så kallade Hedersmän Théodore Barrière och Ernest Capendu | Kungliga Dramatiska Teatern |
| 1863 | Fru Stål           | Rosa och Rosita Clara Andersen                            | Kungliga Dramatiska Teatern |
| 1863 | Mrs Clements, änka | Den hvitklädda qvinnan Wilkie Collins                     | Kungliga Dramatiska Teatern |
| 1873 | Nämndemansmor      | Vid riksgränsen Frans Hedberg                             | Kungliga Dramatiska Teatern |